# 충주대학교
충주대학교(忠州大學校, Chungju National University)는 대한민국 충청북도 충주시와 증평군에 위치한 국립 대학이다. 한국철도대학과 통합하여 2012년 한국교통대학교가 출범하였다.
2005년 6월 17일 청주과학대학과 통합 합의서를 조인하고, 2006년 3월 공식적으로 통합했다. 청주과학대학은 1945년 설립되었으며, 청주시 사창동에 소재하였으나 증평군으로 캠퍼스를 이전하였다. 2010년 3월 산업대학에서 일반대학으로 전환하였으며, 한국철도대학과의 통합 학교명인 '한국교통대학교'에 대한 찬반투표 결과 80%에 가까운 찬성율을 기록하였고 (찬성 79.1%, 반대 20.5%) 2011년 8월 25일 국토해양부의 수도권정비 실무위원회를 열어 한국철도대학과의 통합을 최종 승인함에 따라 2012년 3월 교통/물류/철도분야의 특성화 대학으로서 개교를 준비하고 있다. 또한 2011년 교통부문 특성화대학교를 위한 첫 걸음으로 국립대 최초 항공운항학과를 비롯한 5개의 교통관련 학과가 신설되었다.

## 연혁
- 1965년 : 충주공업초급대학 개교.
- 1979년 : 충주공업전문대학으로 개편.
- 1980년 : 공업박물관 개관. (1999년 충주대학교 박물관으로 명칭 변경)
- 1993년 : 대통령령 제13859호에 의하여 충주산업대학교로 개교.
- 1999년 : 충주대학교로 교명을 변경.
- 2005년 6월 17일 : 청주과학대학과 통합. 증평캠퍼스로 사용중.
- 2008년 : 대학구조개혁지원사업 평가 '최우수 대학'선정.
- 2009년 : 제5대 장병집 총장 취임, 한국교통연구원 교류협약 체결, 중국 북경교통대학(北京交通大学)과의 교류협력(MOU) 체결.
- 2010년 : 대통령령에 의하여 산업대학에서 일반대학교로 전환 개교. 전공자율선택을 존중하여 대부분의 학부를 학과로 변경.
- 2011년 : 한국철도대학과의 통합 확정
- 2012년 : 한국교통대학교로 통합출범[3]

## 개설 학과
(2011학년도 입학생 기준)

### 충주캠퍼스
- 첨단과학기술대학 - 정보통신공학과, 컴퓨터정보공학과, 컴퓨터공학과, 전기공학과, 전자공학과, 제어계측공학과
- 공과대학 - 기계공학과, 에너지시스템공학과, 산업경영공학과, 안전공학과, 신소재공학과, 환경공학부(환경공학전공,환경시스템설계학전공), 화공생물공학과, 나노고분자공학과, 항공기계설계학과
- 건설교통대학 - 토목공학과, 도시공학과, 건축공학과, 건축학과(5년제), 디자인학부(산업디자인전공, 교통정보디자인전공), 항공운항학과, 교통시설공학과, 교통생태공학과
- 인문대학 - 영어영문학과, 실용영어학과, 중국어과, 문예창작학과, 음악학과, 스포츠학부(스포츠건강관리학전공, 스포츠산업학전공)
- 사회과학대학 - 행정학과, 행정정보학과, 경영학과, 경영정보학과, 교통서비스경영학과
- 기타 - 자유전공학부

### 증평캠퍼스
- 보건생명대학 - 간호학과, 물리치료학과, 응급구조학과, 식품공학과, 생명공학학과, 의료정보공학과, 식품영양학과
- 국제사회정보대학 - 컴퓨터멀티미디어학전공, 유아교육학과, 사회복지학과, 국제통상학과, 영어학과
- 기타 - 자유전공학부